# سر انسان
سر انسان (انگلیسی: Human head) شامل مغز، جمجمه و صورت است.

## بخش‌ها
1. جمجمه: جمجمه چارچوب سر را تشکیل می‌دهد و از مغز محافظت می‌کند. از چندین استخوان، از جمله جمجمه و استخوان‌های صورت تشکیل شده‌است. جمجمه مغز را در بر می‌گیرد، در حالی که استخوان‌های صورت به صورت شکل می‌دهند.
2. مغز: مغز حیاتی‌ترین اندام درون سر است. مسئول کنترل عملکردهای مختلف بدن، پردازش اطلاعات و هماهنگی حرکات بدن است. مغز به نواحی مختلفی تقسیم می‌شود که هر کدام وظایف خاصی دارند.
3. چشم‌ها: چشم ها اندام‌های حسی بسیار مهمی هستند که در جلوی سر قرار دارند. آنها با گرفتن نور و تبدیل آن به سیگنال‌های الکتریکی که مغز آنها را به عنوان تصویر تفسیر می‌کند، بینایی را قادر می‌سازند. چشم‌ها توسط پلک‌ها محافظت می‌شوند و توسط غدد اشکی روان می‌شوند.
4. گوش‌ها: گوش ها مسئول شنوایی و حفظ تعادل هستند. آنها از سه قسمت تشکیل شده‌اند: گوش خارجی، گوش میانی و گوش داخلی. گوش خارجی امواج صوتی را جمع‌آوری می‌کند، گوش میانی آنها را تقویت و انتقال می‌دهد و گوش داخلی آنها را به سیگنال‌های الکتریکی برای پردازش مغز تبدیل می‌کند.
5. بینی: بینی به عنوان اندام اولیه برای حس بویایی عمل می‌کند. همچنین به فیلتر و مرطوب شدن هوایی که تنفس می‌کنیم کمک می‌کند. حفره بینی داخل بینی هوای ورودی را قبل از رسیدن به ریه‌ها گرم و مرطوب می‌کند.
6. دهان: دهان برای خوردن و آشامیدن و صحبت کردن لازم است. این حاوی دندان است که به جویدن غذا کمک می‌کند و زبان که نقش مهمی در طعم، بلع و تولید گفتار دارد.
7. گردن: اگرچه از نظر فیزیکی بخشی از سر نیست، اما گردن سر را به بقیه بدن متصل می‌کند. این شامل ساختارهای حیاتی مانند مهره‌های گردنی، ماهیچه‌ها، رگ های خونی و نای است.

مطالعه آناتومی سر انسان به متخصصان مراقبت‌های بهداشتی کمک می‌کند تا شرایط و بیماری‌های مختلفی را که ممکن است بر این ساختارها تأثیر بگذارند، تشخیص داده و درمان کنند. همچنین به دانشمندان و محققان در درک نحوه عملکرد سر و چگونگی پیشرفت در مراقبت‌های پزشکی کمک می‌کند.